# 尼納爾普山
46°49′26″N 8°19′32″E / 46.82389°N 8.32556°E

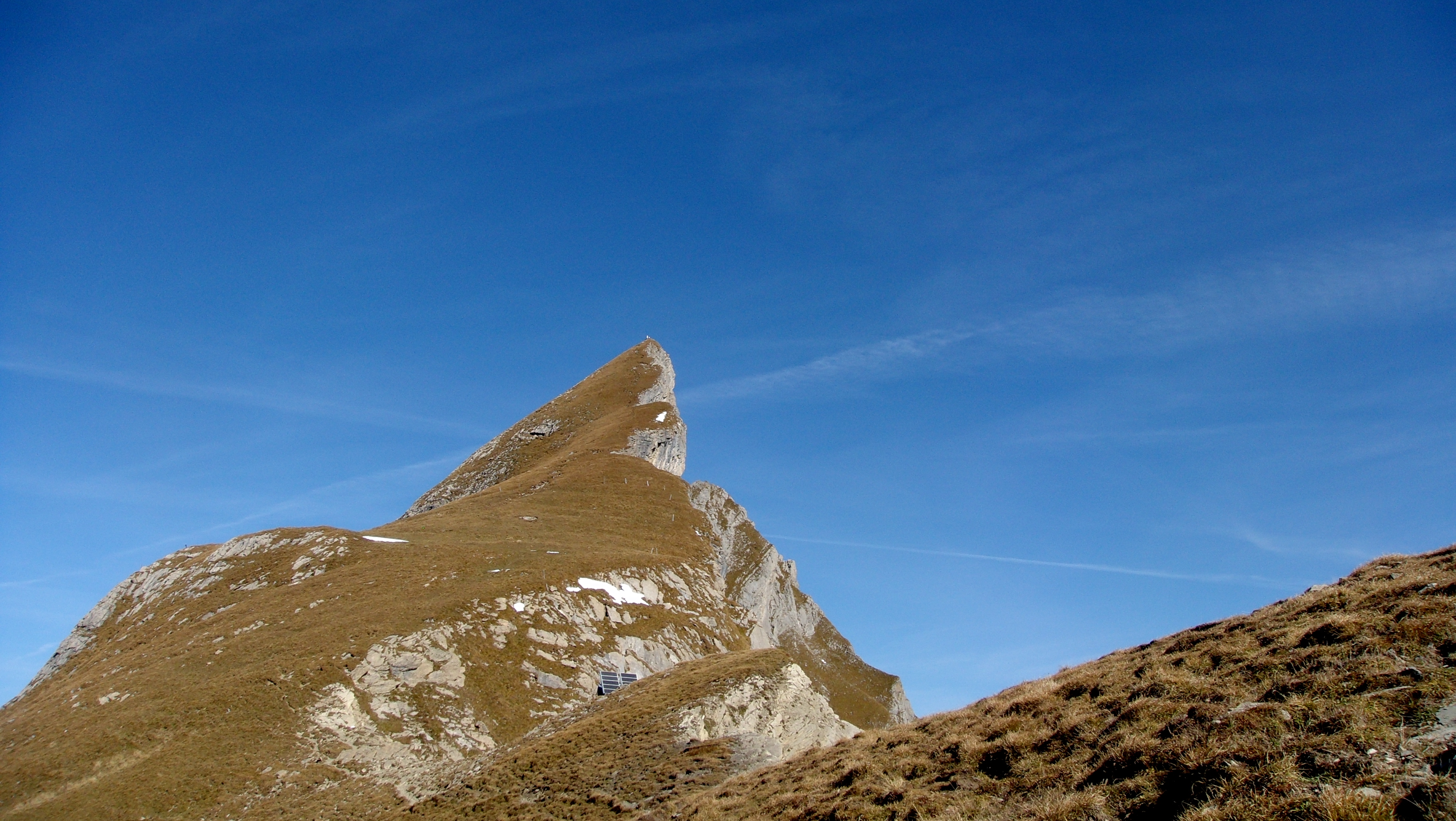

尼納爾普山（德語：Nünalphorn），是瑞士的山峰，位於該國中部，處於下瓦爾登州和上瓦爾登州接壤的邊界，屬於烏里山的一部分，海拔高度2,385米，每年平均降雨量2,465毫米。